# 民有渠
民有渠，位于中华人民共和国河北省邯郸市境内，是漳河干流上的引水渠道。民有渠始建于清康熙年间，名“公益渠”，光绪二十六年（1900年）渠道东延，改名“天顺渠”，1913年再次东扩，1931年定名“民有渠”。1960年，引水口移至岳城水库。现民有渠起自磁县岳城镇岳城水库，干渠向东途径临漳县中部、成安县东南部、魏县北部、大名县北部和馆陶县南部，尾水最后于馆陶县王桥乡刘齐固村以南汇入魏大馆渠，之后退入漳河。总干渠全长103.14千米，引水能力100立方米每秒。